# Mołdawskie odznaczenia

## Republika Mołdawii
| Baretka      | Nazwa polska                                   | Nazwa mołdawska                            |
| ------------ | ---------------------------------------------- | ------------------------------------------ |
|              | Order Republiki                                | Ordinul Republicii                         |
|              | Order Stefana Wielkiego                        | Ordinul "Ștefan cel Mare"                  |
|              | Order Bogdana Założyciela                      | Ordinul "Bogdan Întemeietorul"             |
|              | Order Honoru                                   | Ordinul de Onoare                          |
|              | Order Sławy Pracy                              | Ordinul "Gloria muncii"                    |
| (w przygot.) | Order Wdzięczności Ojczyzny                    | Ordinul "Recunoștința Patriei"             |
| (w przygot.) | Order Wierności Ojczyźnie                      | Ordinul "Credință Patriei"                 |
| (w przygot.) | Krzyż Misji Międzynarodowych                   | Crucea Misiunilor Internaționale           |
| (w przygot.) | Medal Zasługi Wojskowej                        | Medaliile "Meritul Militar"                |
| (w przygot.) | Medal za Odwagę                                | Medaliile "Pentru Vitejie"                 |
|              | Medal Zasługi Cywilnej                         | Medaliile "Meritul Civic"                  |
|              | Medal Mihai Eminescu                           | Medaliile "Mihai Eminescu"                 |
|              | Medal Nicolae Testemițanu                      | Medaliile "Nicolae Testemițanu"            |
| (w przygot.) | Medal Wierności Ojczyźnie                      | Medaliile "Credință Patriei"               |
| odznaka      | Tytuł honorowy „Ludowy Artysta”                | Titlul onorific "Artist al Poporului"      |
| odznaka      | Tytuł honorowy „Mistrz Sztuki”                 | Titlul onorific "Maestru în Artă"          |
| odznaka      | Tytuł honorowy „Mistrz Literatury”             | Titlul onorific "Maestru al Literaturii"   |
| odznaka      | Tytuł honorowy „Zasłużony Człowiek”            | Titlul onorific "Om Emerit"                |
| odznaka      | Tytuł honorowy „Zasłużony Artysta”             | Titlul onorific "Artist Emerit"            |
| odznaka      | Tytuł honorowy „Meșter-Faur”                   | Titlul onorific "Meșter-Faur"              |
|              | Tytuł honorowy „Kolektyw Zasłużonych Artystów” | Titlul onorific "Colectiv Artistic Emerit" |